# Empath (comics)
Pour les articles homonymes, voir Empath.
Manuel de la Rocha, alias Empath est un super-vilain évoluant dans l'univers Marvel de la maison d'édition Marvel Comics. Créé par le scénariste Chris Claremont et le dessinateur Sal Buscema, le personnage de fiction apparaît pour la première fois dans le comic book New Mutants (vol. 1) #16 en juin 1984.

## Biographie du personnage

### Origines
Manuel de la Rocha est un membre des Hellions, de jeunes mutants rassemblés sous l'égide de la Reine Blanche du Club des damnés (Emma Frost) pour contrer les Nouveaux Mutants du Professeur Xavier.
Il fut l'un des seuls de l'équipe à survivre au massacre perpétré par Trevor Fitzroy. 
Il quitte les États-Unis à la suite de cette tragédie et trouve refuge à Nova Roma (une enclave cachée en forêt amazonienne), en compagnie d'Amara Aquilla (Magma des Nouveaux Mutants) pour laquelle il éprouvait une attirance. Là, Amara découvre qu'Empath utilise son pouvoir pour la garder auprès de lui. Le couple se sépare.

### Parcours
Plus tard, Empath rejoint la X-Corporation où il devient directeur de la Communication à Los Angeles. Il y retrouve Magma.

### M-Day
Lorsque survient le M-Day où plus de 90 % des mutants perdent leurs pouvoirs, le X-Man Cyclope ferme les bureaux de la X-Corporation. Empath est l'un des rares mutants à conserver ses pouvoirs.
Emma Frost l’appelle à la rescousse pour calmer Magma, devenue folle de chagrin après la mort de son compagnon, brûlé vif dans la lave quand ses pouvoirs disparurent avec le M-Day. Il reste ensuite un temps au campement des 198 (les mutants qui ont conservé leurs pouvoirs).
Magma, contrôlée secrètement par Johnny Dee (en), tue Mister M (en) et accuse à tort Empath. Celui-ci quitte alors les X-Men.
On le revoit à San Francisco à la tête d'un groupe d'humains, le Culte, des fanatiques qui attaquent les mutants. Il est en fait contrôlé lui-même par la Reine rouge, qui s’avère être Madelyne Pryor. À l'arrivée des X-Men, Pryor s'échappe, abandonnant son esclave sexuel. Empath attaque les X-Men mais est aveuglé par la jeune Pixie et capturé.
Lorsque les X-Men partent pour Utopia, une île au large de San Francisco, Empath y est déplacé et enfermé, sous la surveillance de Danger, plongé dans une réalité virtuelle. Après l'abandon de l'île, à la suite du conflit entre les X-Men et les Vengeurs à propos de la Force Phénix, Danger décide de délivrer tous les détenus de sa prison. Empath retrouve alors la liberté. Depuis, on ignore ses activités.

## Pouvoirs et capacités
Empath est un mutant qui possède la capacité psionique de ressentir et manipuler les émotions chez les êtres vivants (empathe et pathokinésiste). Son pouvoir fonctionne au moyen de ses propres ondes cérébrales, en surchargeant chez les autres individus les parties du cerveau qui régissent leur émotions. 
En complément de ses pouvoirs, Manuel de la Rocha possède la force normale d’un jeune homme de son âge et de sa constitution qui pratique un entraînement physique modéré de manière régulière. Il parle couramment l’espagnol (sa langue maternelle) ainsi que l’anglais. 
- Empath est capable de détecter psioniquement les émotions des créatures pensantes dans son entourage immédiat, pour ensuite les manipuler[1].
- Il ne peut manipuler qu'une seule émotion à la fois, mais peut affecter plusieurs personnes en même temps[1].
- Il peut affecter ses cibles à différents niveaux de puissance, allant de la subtile transformation de caractère jusqu’à la négation complète des émotions, ce qui réduit l'individu à un état mental proche d'un zombie, qu'Empath peut alors commander sans effort.
- Il doit être physiquement en présence des individus dont il manipule les émotions[1].
- Il se sert parfois de mots pour cibler ses pouvoirs[1].
- Lorsqu’il utilise ses pouvoirs, ses yeux émettent une légère lumière[1].
- Du fait de son pouvoir, il est lui-même très sensible aux émotions des autres ; il doit donc se concentrer sur une unique et forte émotion à la fois, sous peine d'être submergé par le reste[1].